# Riccardo Illy

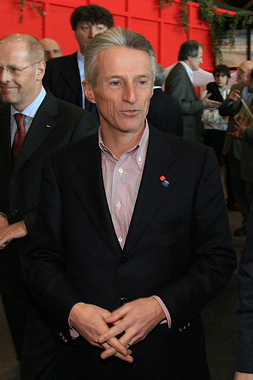
Riccardo Illy (2008)

Riccardo Illy (* 24. September 1955 in Triest) ist ein italienischer Unternehmer und ehemaliger Präsident der Region Friaul-Julisch Venetien.

## Leben
Illy war als Jugendlicher Skilehrer in Piancavallo und Segellehrer in Monfalcone. Noch sehr jung heiratete er Rossana Bettini, eine Journalistin für Weine und Gastronomie. Beide haben eine Tochter, Daria, die heute Sportlehrerin und persönliche Trainerin ist.
Er ist seit 1977 in dem 1933 vom Großvater ungarischer Herkunft väterlicherseits gegründeten Betrieb illycaffè S.p.A. tätig. Dort war er zunächst als kaufmännischer Leiter, danach als Geschäftsführer und schließlich bis heute als Vizepräsident tätig. Dabei hat er die kaufmännische Struktur und die der kontrollierten Gesellschaften neu organisiert. Für illycaffè schuf er den Bereich Marketing, den es bis dato nicht gab, und schrieb „Kaffee. Von der Bohne zum Espresso“, das von Mondadori verlegt und ins Englische, Französische und Deutsche übersetzt wurde.
Er war Vizepräsident des Industriellenverbandes von Triest und Präsident des Ständigen Veronelli-Seminars.
Illy wurde zweimal – 1993 und 1997 – zum Bürgermeister von Triest gewählt, eine dritte Amtszeit ist in Italien nicht erlaubt. Als Bürgermeister hat er auch das Amt des Präsidenten der Stadtoper Giuseppe Verdi übernommen.
Riccardo Illy war Vorsitzender des Förderkomitees der Europäischen Bahnverbindung durch die Poebene. Vom Präsidenten der italienischen Republik wurde ihm die Komturwürde und vom österreichischen Bundespräsidenten das goldene Ehrenzeichen verliehen. Für seine „lectio doctoralis“ zum Thema der Osterweiterung der Europäischen Union wurde Riccardo Illy die Ehrendoktorwürde in Politikwissenschaft von der Universität Triest verliehen.
2001 wurde Illy als Abgeordneter ins italienische Parlament gewählt, wobei er als Unabhängiger Mitglied der gemischten Fraktion war. Er war Mitglied im IX. Parlamentarischen Ausschuss (Transport, Post und Telekommunikation) und Sekretär des parlamentarischen Beratungsausschusses für die Umsetzung der Verwaltungsreform.
Riccardo Illy hat sich stark für das Referendum für die Direktwahl der Regionalpräsidenten engagiert. Nachdem diese beschlossen war, wurde er bei den Regionalwahlen vom 8.–9. Juni 2003 unter Unterstützung der Koalition Intesa Democratica zum Präsidenten von Friaul-Julisch Venetien gewählt. Fünf Jahre später ließ er sich wieder als Spitzenkandidat der Mitte-links-Koalition aufstellen, musste sich aber bei den Wahlen vom 13. und 14. April 2008 seinem Vorgänger und Kandidaten von PDL, Lega Nord und UDC, Renzo Tondo, geschlagen geben.
2007 veröffentlichte er unter dem Titel „La rana cinese“ ein Buch über die aus seiner Sicht bestehenden Versäumnisse in der italienischen Politik. Das Vorwort wurde von Luca Cordero di Montezemolo verfasst.

## Auszeichnungen
- 1999: Großes Goldenes Ehrenzeichen für Verdienste um die Republik Österreich[1]
- 2009: Großoffizier des Verdienstordens der Italienischen Republik

## Werke
- Riccardo Illy: La rana cinese. Come l'Italia può tornare a crescere. Mondadori, Mailand 2007, ISBN 88-04-57673-1.